# 奧爾巴赫河
51°15′43″N 7°10′21″E / 51.26194°N 7.17250°E

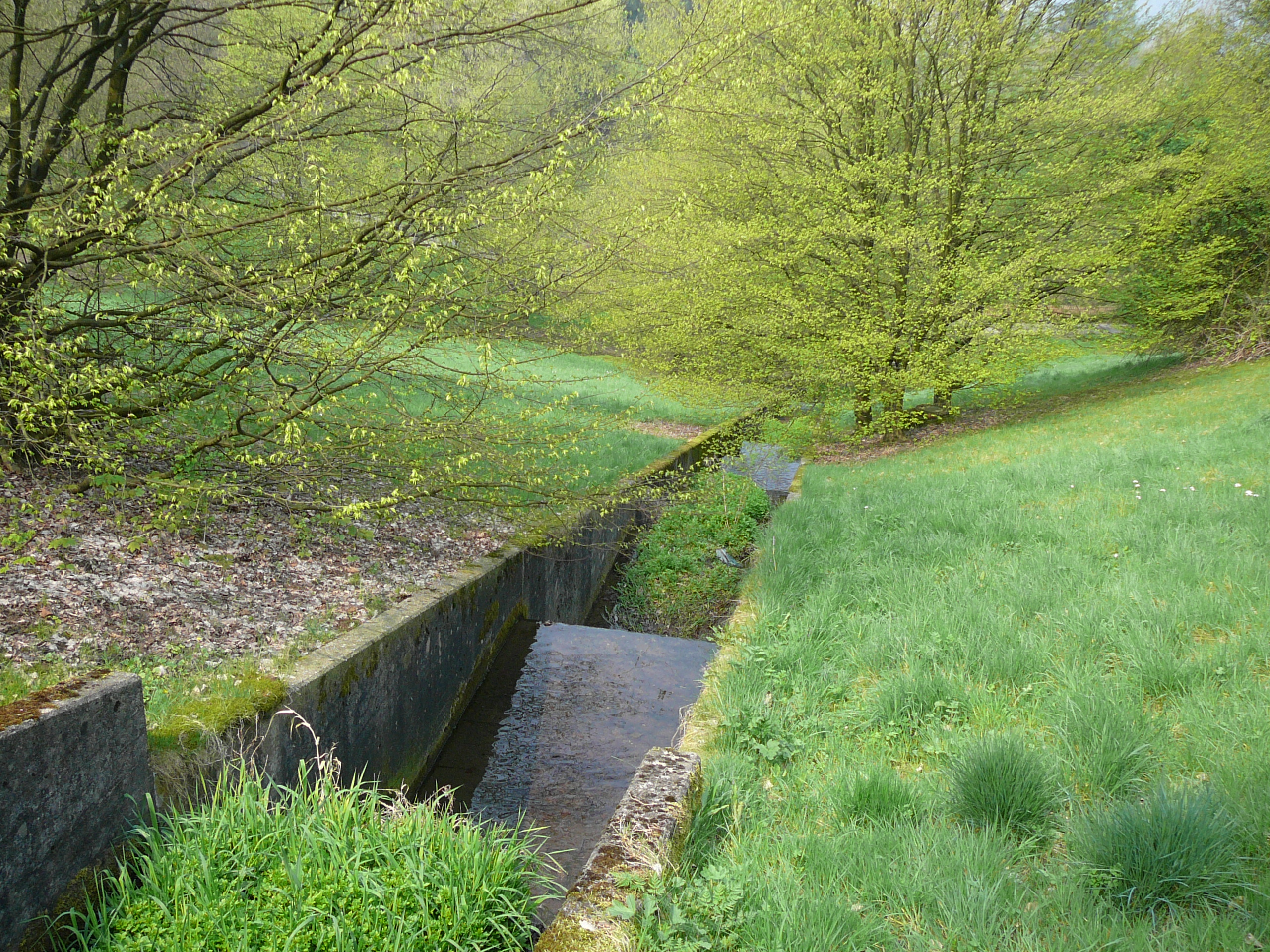

奧爾巴赫河（德語：Auer Bach），是德國的河流，位於該國西部，處於北萊茵-威斯特法倫州，屬於伍珀河的左支流，河道全長2.1公里，發源自伍珀塔爾。